# Antonello Riva
Antonello Riva   (Rovagnate, 28 de febrer de 1962) és un exjugador de bàsquet professional italià. Amb 1,96 m, va jugar a les posicions d'escorta i d'aler. Durant la seva carrera de jugador, va ser sobrenomenat "Nembo Kid" (versió italiana de Superman). Riva va ser nomenat un dels 50 millors jugadors de la FIBA el 1991. El 2004, va rebre un premi per marcar el seu estat de màxim golejador de tots els temps a les dues primeres competicions de la lliga italiana de clubs. També és el màxim golejador de tots els temps de la història de la selecció italiana sènior masculina. Va ser nomenat per a l' equip FIBA All-Time EuroStars el 2007. El 2008, va ser nomenat un dels 50 millors col·laboradors de l'Eurolliga.

## Carrera esportiva
Va començar a jugar bàsquet el 1977-78 al Pallacanestro Cantú, on romangué 12 temporades. Posteriorment jugà a l'Olimpia Milano, Scavolini Pesaro i Pallacanestro Gorizia, retornant el 1998 al Cantù. L'estiu de 2002 fitxà pel Nuova Sebastiani Basket Rieti de la sèrie B. El 21 de novembre de 2004 es retirà esdevenint director general del mateix NSB Rieti. Té el rècord de punts de la Sèrie A italiana amb 14399. Va guanyar una medalla d'or a l'EuroBasket de 1983 i una medalla de plata a l'EuroBasket de 1991.
Amb la selecció azzurra és el cinquè jugador amb més partits (213) i el màxim anotador (3.785 punts).

### Equips
- 1976-1977: Pallacanestro Cantù (categories inferiors)
- 1977-1989: Pallacanestro Cantù
- 1989-1994: Olimpia Milano
- 1994-1996: Scavolini Pesaro
- 1996-1998: Pallacanestro Gorizia
- 1998-2002: Pallacanestro Cantù
- 2002-2005: Nuova Sebastiani Basket Rieti